# Bradophila
Bradophila – rodzaj widłonogów z rodziny Bradophilidae. Nazwa naukowa tego rodzaju skorupiaków została opublikowana w 1878 roku przez duńskiego zoologa Georga Mariusa Reinalda Levinsena.

## Podział systematyczny
Do rodzaju należą następujące gatunki:
- Bradophila minuta Boxshall, O’Reilly, Sikorski & Summerfield, 2019
- Bradophila pygmaea Levinsen, 1878
- Bradophila susanae Suárez-Morales, Salazar-Vallejo & Harris, 2021